# Dendrocoptes
Dendrocoptes – rodzaj ptaków z podrodziny dzięciołów (Picinae) w rodzinie dzięciołowatych (Picidae).

## Zasięg występowania
Rodzaj obejmuje gatunki występujące w Eurazji.

## Morfologia
Długość ciała 18–22 cm; masa ciała 19–85 g.

## Systematyka

### Etymologia
- Dendrocoptes: gr. δενδρον dendron „drzewo”; κοπτω koptō „uderzać”[5].
- Desertipicus: łac. desertum „pustynia”, od deserere „opuścić, porzucić”; picus „dzięcioł”[6]. Gatunek typowy: Desertipicus dorae G.L. Bates & Kinnear, 1935.

### Podział systematyczny
Takson wyodrębniony ostatnio z Dendrocopos. Do rodzaju należą następujące gatunki:
- Dendrocoptes auriceps (Vigors, 1831) – dzięcioł nepalski
- Dendrocoptes dorae (G.L. Bates & Kinnear, 1935) – dzięcioł arabski
- Dendrocoptes medius (Linnaeus, 1758) – dzięcioł średni